# اتاق ۶۴۱ای
اتاق ۶۴۱اِی نام یک مجموعه مخابراتی متعلق به ای‌تی اند تی است که از سال ۲۰۰۳ (میلادی) در آن برای آژانس امنیت ملی ایالات متحده آمریکا شنود الکترونیک می‌کند. وجود این مرکز در سال ۲۰۰۶ (میلادی) فاش شد.

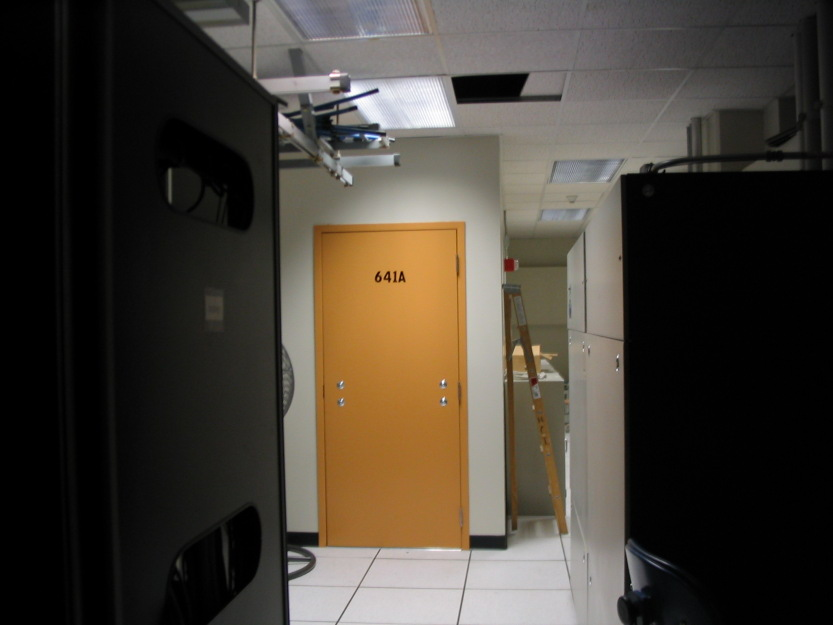
بیرون اتاق ۶۴۱اِی

## توضیح
اتاق ۶۴۱اِی در سه طبقه از ساختمان اِس‌بی‌سی کامیونیکیشنز به آدرس شماره ۶۱۱ خیابان فُلسُوم در سان فرانسیسکو قرار دارد. نام اتاق از اسناد داخلی ای‌تی اند تی به عنوان اتاق امنیت گروه مطالعاتی سوم گرفته شده‌است. درون این اتاق، فیبرهای نوری خروجی از جعبه‌های تقسیم‌کننده پرتو تامین‌کننده ستون فقرات اینترنت قرار دارند. بر اساس بررسی‌های انجام شده توسط «جِی. اِسکات مارکوس» یک مدیر ارشد فناوری پیشین شرکت جی‌تی‌ای و مشاور پیشین کمیسیون ارتباطات فدرال این اتاق به تمامی ترافیک مخابراتی داخل ساختمان دسترسی دارد؛ بنابراین این اتاق می‌تواند در مقیاس بزرگی به تمام ارتباطات اینترنتی شامل مخابرات برون‌مرزی و کلیه ارتباطات درون مرزی دسترسی داشته باشد.

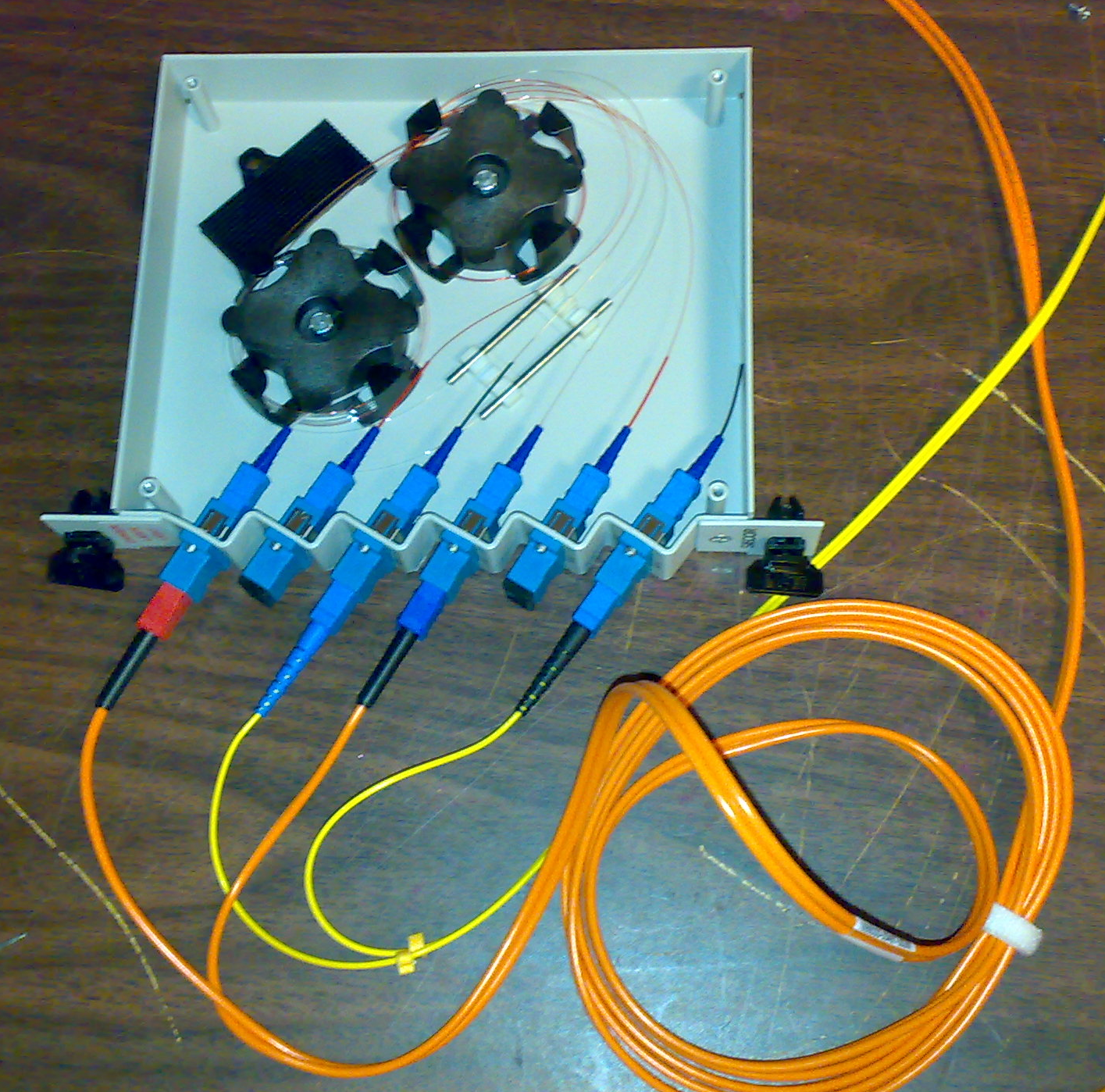
نمونه دستگاه شنود از فیبر نوری

## اندازه اتاق
اندازه‌های این اتاق ۷/۳ در ۱۴/۶ متر است که تجهیزات بسیاری مانند STA 6400 ساخت شرکت ناروس در آن قرار دارد. دستگاه STA 6400 می‌تواند ترافیک اینترنت را با سرعت بسیار زیادی تجزیه و تحلیل کند.

## افشاگری
وجود این اتاق توسط کاردان فنی تجربی پیشین ای‌تی اند تی به نام «مارک کلاین» فاش شد. کلاین ادعا می‌کند که به او گفته شده، چنین اتاق‌هایی در دیگر شرکت‌های آمریکایی نیز وجود دارند. این افشاگری به طرح دعوی در دادگاه از سوی بنیاد مرزهای الکترونیکی از ای‌تی اند تی در سال ۲۰۰۶ انجامید.
اتاق ۶۴۱اِی و حاشیه‌های آن موضوع یکی از برنامه‌های مجموعه تلویزیونی خط مقدم در ۱۵ می ۲۰۰۷ بود. همچنین به این اتاق، عنوان «کارخانه جاسوسی» داده شد.

## دعوی دادگاهی

### هِپتینگ علیه ای‌تی اند تی
در ۳۱ ژانویه ۲۰۰۶ بنیاد مرزهای الکترونیکی یک دادخواهی سنخی را علیه ای‌تی اند تی به دادگاه ارائه کرد. این بنیاد، ای‌تی اند تی را به نقض قانون و حریم شخصی مشتریان خود از طریق همکاری با آژانس امنیت ملی آمریکا در برنامه‌ای گسترده و غیرقانونی در شنود ارتباطات مخابراتی و داده‌کاوی شهروندان آمریکا متهم کرد. در ۲۰ ژوئیه ۲۰۰۶ یک قاضی فدرال، پیشنهاد ای‌تی اند تی و دولت آمریکا برای مختومه اعلام کردن پرونده را رد کرد؛ زیرا قانون برتری اسرار دولتی امکان ادامه پیگیری موضوع را به شاکیان می‌دهد. در ۱۵ اوت ۲۰۰۷ پرونده در دادگاه استیناف حوزه نهم ایالات متحده آمریکا باز و در ۲۹ دسامبر ۲۰۱۱ بر اساس متمم مصوبه ۲۰۰۸ مصوبه ۱۹۷۸ نظارت اطلاعات خارجی مجلس آمریکا مبنی بر مصونیت قضایی شرکت‌های مخابراتی که با دولت آمریکا همکاری می‌کنند بسته اعلام شد. دیوان عالی ایالات متحده آمریکا از بازکردن پرونده سر باز زد.

### جوئِل علیه ای‌تی اند تی
پس از ناکامی، بنیاد مرزهای الکترونیکی، پرونده دیگری را در شکایت از آژانس امنیت آمریکا تشکیل داده که تاریخ دادرسی به آن ۱۸ سپتامبر ۲۰۰۸ است.